# Ludowy Front Azerbejdżanu
Ludowy Front Azerbejdżanu (azer. Azərbaycan Xalq Cəbhəsi) – opozycyjna organizacja azerska, utworzona w Azerbejdżańskiej Republice Radzieckiej za zgodą władz centralnych ZSRR, początkowo zrzeszająca intelektualistów i naukowców, następnie przybierająca cechy ruchu masowego, w pierwszych latach działalności opowiadająca się za gruntowną reformą systemu radzieckiego, następnie zaś za niepodległością Azerbejdżanu.

## Powstanie i rozwój Ludowego Frontu Azerbejdżanu
Rozwój konfliktu o Górski Karabach i pasywna postawa Komunistycznej Partii Azerbejdżanu stała się przyczyną rozwoju nowych stowarzyszeń, wydawnictw i komitetów. Najważniejszym z nich stał się Ludowy Front Azerbejdżanu, utworzony w 1988 przez grupę intelektualistów i naukowców azerskich. Ludowy Front Azerbejdżanu powstał za wiedzą i aprobatą władz, na wzór podobnych organizacji powstałych w innych republikach radzieckich, w szczególności w krajach bałtyckich. Przywódcy pieriestrojki mieli nadzieję, że utworzenie frontów pozwoli kontrolować opozycję w poszczególnych republikach i zneutralizować jej wpływy w społeczeństwie. Skutek powstania organizacji był jednak odwrotny od zamierzonego. Ludowy Front Azerbejdżanu stał się w krótkim czasie najpoważniejszą, a właściwie jedyną opozycyjną siłą polityczną w Azerbejdżanie. Początkowo nie wysuwał, podobnie jak podobne ruchy masowe w krajach Bloku Wschodniego, żądań antykomunistycznych, a jedynie postulaty modernizacji i liberalizacji kraju.
Pierwszy biuletyn Ludowego Frontu Azerbejdżanu został opublikowany w maju 1989. Na łamach pisma zwrócono się wówczas do ludności republiki z prośbą o poparcie w działaniach na rzecz zmian w kraju. Krytyka panującej sytuacji była przy tym bardzo umiarkowana, w znacznie mniejszym stopniu, niż postulaty opozycji w krajach bałtyckich czy nawet w sąsiedniej Armeńskiej SRR. Mimo to Ludowy Front Azerbejdżanu zaczął szybko przekształcać się w ruch masowy. Od lata 1989 organizował w Baku największe od dziesięcioleci opozycyjne manifestacje i wiece. 16 lipca, podczas pierwszego zjazdu Frontu, wybrano jego pierwszego przewodniczącego – Əbülfəza Elçibəya. Fakt ten wskazywał, że organizacja zaczęła rozwijać się wbrew intencjom jej twórców – stawała się bytem politycznym niezależnym od twórców pieriestrojki, realizującym własne cele. Od sierpnia 1989 w programie organizacji pojawiły się hasła niepodległościowe, zaś 2 września 1989 Front zorganizował pierwszy w radzieckim Azerbejdżanie strajk generalny. Jak jednak pisze Kwiatkiewicz

W pozbawionym demokratycznych inklinacji, tradycyjnie zhierarchizowanym społeczeństwie obywatelskie nieposłuszeństwo jako narzędzie nacisku politycznego w przeważającej mierze nie znajdowało zrozumienia

Ludowy Front Azerbejdżanu nie przedstawił w momencie organizacji strajku przemyślanego programu politycznego, toteż jego bezpośrednie skutki były nieznaczne. W połowie września rozpoczął się kolejny protest, w czasie którego pracę przerwały wszystkie zakłady i placówki usługowe. Tym razem wysunięto postulaty uznania Ludowego Frontu Azerbejdżanu za niezależną siłę polityczną, dopuszczenia jej do dyskusji o przyszłości Azerbejdżanu, jak również aktywniejszej obrony przynależności Górskiego Karabachu do Azerbejdżańskiej SRR przez rządzącą partię komunistyczną. 11 września 1989 pierwszy z postulatów został uwzględniony częściowo (poprzez dopuszczenie delegatów Frontu do obrad i dyskusji razem z przedstawicielami Komunistycznej Partii Azerbejdżanu), zaś 4 października – całkowicie.

## Działalność Frontu 1989-1991
Ludowy Front Azerbejdżanu nie wypracował spójnego programu, jego liderzy stale rywalizowali między sobą, składając przy tym coraz dalej idące i coraz mniej realistyczne, populistyczne obietnice i deklaracje. Równocześnie stale krytykowali liderów Komunistycznej Partii Azerbejdżanu, oskarżając ich o służalczość wobec władz centralnych ZSRR i o zdradę narodu. Zarzucając miejscowym komunistom wywołanie kryzysu ekonomicznego w republice poprzez przekazywanie znacznych sum do Moskwy. Oskarżenia te nie uwzględniały szerszego kontekstu – kryzysu gospodarczego całego państwa. Front odwoływał się do haseł narodowych, a niektóre jego frakcje – także do religijnych, choć te były mniej wyraźnie eksponowane. Z czasem organizacja wyraźnie podzieliła się na frakcję umiarkowaną i konserwatywną, podnoszącą rolę islamu. Od sierpnia 1989 Front rozpoczął również tworzenie ochotniczych oddziałów, które miały bronić Górskiego Karabachu przed jego aneksją do Armenii. Jesienią tego samego roku w łonie organizacji dominował już pogląd, że pretensje ormiańskie wobec Górskiego Karabachu są tak silne i zyskują na tyle poważne poparcie władz, że Azerowie nie mogą biernie przyglądać się rozwojowi wydarzeń.
W końcu roku Ludowy Front Azerbejdżanu zorganizował manifestacje nad Araksem, w czasie których demonstrowano solidarność Azerów żyjących w ZSRR i w Iranie. W czasie wystąpień działacze Frontu głosili nacjonalistyczne hasła, w szczególności domagali się zjednoczenia wszystkich Azerów w jednym państwie. Hasła takie podjęli nawet niektórzy działacze komunistyczni. Równocześnie aktywistów Frontu coraz wyraźniej dzieliły podstawowe kwestie programowe, w tym kwestia ustroju przyszłego niepodległego Azerbejdżanu i pozycja religii muzułmańskiej w państwie. Na III konferencji Frontu w styczniu 1990 na tym tle doszło do rozłamu w organizacji. Większość zyskali przeciwnicy demokracji na wzór zachodni, co skłoniło umiarkowanych działaczy organizacji do jej opuszczenia (z ich inicjatywy powstała następnie Azerbejdżańska Partia Socjaldemokratyczna). W tym samym miesiącu, dowiedziawszy się o intensyfikacji ormiańskich działań na rzecz przyłączenia Górskiego Karabachu, Front skierował swoje formacje ochotnicze na odcinek Gandża-Chanłar. Równocześnie w czasie manifestacji Frontu głoszone były coraz bardziej radykalne hasła antyrządowe, w tym wezwania do siłowego obalenia rządu Komunistycznej Partii Azerbejdżanu. 13 stycznia 1990 na łamach Prawdy ukazał się apel najwyższych władz państwowych do ludności republik Azerbejdżańskiej i Armeńskiej o powstrzymanie się od aktów przemocy i dalsze życie w pokoju. Nie mógł on osiągnąć zakładanych celów. Jeszcze tego samego dnia wiec Ludowego Frontu Azerbejdżanu w Baku zmienił się w antyormiański pogrom. W ocenie niektórych autorów wydarzenie to zostało wywołane przez radzieckie służby specjalne, by wytworzyć pretekst dla interwencji wojskowej w Baku. Inni badacze wskazują na wewnętrzne tarcia w Komunistycznej Partii Azerbejdżanu i dążenie niektórych jej czołowych działaczy do usunięcia sekretarza generalnego, Əbdürrəhmana Vəzirova.
W pogromie Ormian zginęło od 66 do 86 osób, zaś 200-300 zostało rannych. Ludowy Front Azerbejdżanu odciął się od całego wydarzenia i uznał je za szkodliwe dla interesów Azerów. Wielu działaczy organizacji brało jednak aktywny udział w atakach na Ormian, tylko część z nich czynnie wystąpiła w ich obronie. W kolejnych dniach bardziej radykalni działacze Frontu otwarcie wzywali do wysiedlenia Ormian z Azerbejdżańskiej SRR. Kierownictwo organizacji w Baku nie potrafiło panować nad ich wystąpieniami. W celu stłumienia ruchu kierowanego przez Ludowy Front Azerbejdżanu w dniach 19-20 stycznia 1990 wojska radzieckie przeprowadziły pacyfikację Baku, w której zginęły 132 przypadkowe osoby cywilne, zaś ponad 600 zostało rannych. Interwencja nie odniosła spodziewanego rezultatu. Przywódcy ruchu w dalszym ciągu organizowali publiczne manifestacje, w czasie których wzywali społeczeństwo do nieposłuszeństwa. 31 stycznia utworzyli Radę Obrony Narodowej, w skład której weszli Əbülfəz Elçibəy, Etibar Məmmədov, Rəhim Qazıyev, Nemət Pənahlı i Halig Gandżijew. Działania Frontu nie przynosiły jednak korzystnych dla mieszkańców Azerbejdżanu rezultatów. Stale wzywając do obalenia władzy, organizując manifestacje antyrządowe, Front prowokował jedynie centralne władze ZSRR do dalszych represji przeciwko Azerbejdżanowi. Po Czarnym Styczniu doszło do fali aresztowań członków i sympatyków Frontu.

## Ludowy Front Azerbejdżanu w niepodległym Azerbejdżanie
Po Czarnym Styczniu nowym pierwszym sekretarzem Komunistycznej Partii Azerbejdżanu został Ayaz Mütəllibov. Opowiadał się za reformowaniem systemu komunistycznego, ale przeciwko niepodległości Azerbejdżanu, gdyż utworzenie odrębnego państwa jego zdaniem musiałoby skończyć się jego wchłonięciem przez Turcję lub Iran. W wyborach parlamentarnych we wrześniu 1990, które zdaniem opozycji zostały sfałszowane, kierowana przez niego partia zdobyła niemal 90% mandatów. Mütəllibov nie zgodził się na rozmowy władz z Ludowym Frontem Azerbejdżanu, a w celu podniesienia swojej pozycji w oczach władz centralnych kraju zorganizował referendum, w którym ludność Azerskiej SRR miała wypowiedzieć się w sprawie pozostawania państwa w ZSRR. Głosowanie z marca 1991, przy wysokiej frekwencji (74,9%), zakończyło się oficjalnie wynikiem 93,3% za status quo.
Niepodległość Azerbejdżanu została ogłoszona po klęsce puczu moskiewskiego. Komunistyczna Partia Azerbejdżanu ogłosiła samorozwiązanie, jednak jej członkowie zachowali najwyższe stanowiska państwowe. Mimo faktu, iż opozycja domagała się jego odejścia z polityki, Mütəllibov we wrześniu 1991 został jedynym kandydatem na pierwszego prezydenta niepodległego Azerbejdżanu. W listopadzie nowy prezydent zgodził się utworzyć pięćdziesięcioosobowy parlament (Milli Medżlis), w których mandaty podzielono między rząd i opozycję po połowie. Organ ten miał funkcjonować równolegle do Rady Najwyższej. Pozycja i popularność prezydenta stopniowo słabły z powodu jego nieudolności w tworzeniu azerskich sił zbrojnych, a w konsekwencji klęski ponoszonych w wojnie z Armenią o Górski Karabach. Po masakrze cywilów azerskich w Xocalı w maju 1992 prezydent musiał, pod naciskiem wielotysięcznych protestów, ustąpić. Głównym organizatorem wystąpień był Front Ludowy Azerbejdżanu. Jego przywódcy dążyli do tego, by samemu przejąć władzę w państwie. Jednak mimo faktu, że osiągnęli przewagę w Milli Medżlisie i mieli znaczny wpływ na tymczasowego prezydenta Yaquba Məmmədova, nie naprawili zaniedbań swoich poprzedników i nie podjęli zdecydowanych działań na rzecz odzyskania Górskiego Karabachu (za co krytykowali wcześniej obalonego prezydenta).
Mimo to w czerwcu 1992 lider Frontu Əbülfəz Elçibəy odniósł zwycięstwo w wyborach prezydenckich, uzyskując 59% głosów. Tworząc nowy rząd, Ludowy Front Azerbejdżanu sprzymierzył się z odrodzoną partią Musawat. Obydwa ugrupowania przeprowadziły masowe zwolnienia w administracji publicznej, obsadzając wszystkie możliwe stanowiska ludźmi związanymi z rządzącymi partiami, nierzadko nieposiadającymi odpowiednich kwalifikacji. Rząd zaniedbał także kwestie gospodarcze i społeczne, dopuścił do powstania galopującej inflacji.